# 黄关春
黄关春（1959年2月—2022年3月18日），湖北鄂州人。男，汉族。中华人民共和国政治人物。1975年9月参加工作，1979年9月加入中国共产党。湖北财经学院（今中南财经政法大学）在职大专毕业，武汉理工大学国际贸易学专业在职研究生学历。

## 生平
1975年9月，黄关春成为湖北省洪湖县石码头公社知青。1978年3月，为湖北省公安学校学生。1979年12月，任湖北省武汉市公安局硚口分局韩家墩派出所民警、一科侦察员、政治处干事、副科长、团委书记（其间于1981年2月至1984年2月在湖北财经学院法律函授专修科学习）。1984年8月，任湖北省武汉市硚口区团委书记、区委办公室副主任、研究室主任、区长助理。1989年12月，任中共硚口区委常委、办公室主任、副区长。1996年10月，任中共武汉市委组织部副部长。1997年10月，任中共武汉市江汉区委书记、区人大常委会主任（其间：1995年9月至1998年7月，在湖北省委党校行政管理专业在职研究生学习）。1999年8月，任中共武汉经济技术开发区党工委书记、管委会副主任。2000年2月，任武汉市人民政府秘书长（其间：1998年9月至2001年1月，在武汉理工大学管理学院国际贸易专业在职研究生，获经济学硕士学位）。2001年7月，任武汉市副市长。2002年1月，任中共武汉市委常委、副市长。2003年1月，任中共武汉市委常委、秘书长，市公安局局长。2005年6月，任中共武汉市委常委、政法委书记，市公安局局长。2006年3月，任中共孝感市委书记、市人大常委会主任。

### 吉林
2012年6月，任吉林省公安厅党委书记。2012年7月，任吉林省人民政府副省长，省公安厅厅长、党委书记。

### 湖南
2015年6月，任湖南省人民政府副省长、党组成员，省公安厅厅长、党委书记。2016年5月，兼任中共湖南省委政法委第一副书记。2016年6月，任中共湖南省委常委、政法委书记，湖南省人民政府副省长、党组成员，湖南省公安厅厅长、督察长、党委书记。2016年12月，辞去湖南省副省长职务。2019年1月，任湖南省人大常委会副主任。2022年3月18日，黄关春因病在武汉逝世。

## 人物事件
2013年6月3日，位于吉林省长春市德惠市的吉林宝源丰禽业有限公司主厂房发生特别重大的火灾爆炸事故，共造成121人死亡、76人受伤，直接经济损失1.82亿元。对此负间接领导责任的吉林省副省长兼公安厅厅长黄关春被记大过处分。